# Tetraphidopsis pusilla
Tetraphidopsis pusilla là một loài rêu trong họ Ptychomniaceae. Loài này được (Hook. f. & Wilson) Dixon mô tả khoa học đầu tiên năm 1913.